# Ян Щолцман
Ян Станѝслав Що̀лцман (на полски: Jan Stanisław Sztolcman) е полски зоолог орнитолог, пътешественик, публицист, ловец. Инициатор на международната акция за спасяване на зубрите от изчезване.

## Биография
Ян Щолцман е роден на 19 ноември 1854 година във Варшава. Завършва Трета гимназия в родния си град, след което в 1972 година започва да учи зоология във Варшавския университет.